# Manthia Diawara
Pour les articles homonymes, voir Diawara.
Manthia Diawara, né en 1953 à Bamako, est un écrivain et professeur de littérature d'origine malienne vivant aux États-Unis.

## Biographie
Il passe sa jeunesse à Kankan en Guinée jusqu'en 1964 quand sa famille est expulsée de Guinée.
Il suit des études à l'école supérieure à Bamako, puis des études de lettres en France.
Mathia Diawara s'est installé aux États-Unis. Il se spécialise dans la littérature noire.
Selon le quotidien français Libération, « En 1991, il est recruté par l'université de Pennsylvanie, l'une des plus prestigieuses du pays, dans le département d'anglais, sommet de la hiérarchie universitaire. ». En 1992, il crée le département d'études noires de l'université de New York.
Il est l'un des animateurs du groupe de pression Transafrica, aux côtés de Harry Belafonte, Glover, de l'écrivain Walter Mosley, qui a soutenu la candidature de Barack Obama en 2008.
Il est un proche d'Édouard Glissant, il lui consacre un film en 2009.
En 2020, il déplore l'hypocrisie de la restitution d'œuvres d'art pillées pendant la colonisation européenne.

## Œuvres
- African Cinema: Politics & Culture, 1992
- In Search of Africa, 1998
- Bamako Paris New York  (trad. de l'anglais), Paris, Éditions Présence Africaine, 2007, 278 p. (ISBN 978-2-7087-0779-5)
- African Film: New Forms of Aesthetics and Politics, 2010
- Conakry Kas film documentaire, 2004
- Édouard Glissant: un monde en relation, film, 2009[5],[6]
- Un opéra du monde, film, 2018[7]